# Justice (Zeitung)
Die Justice war das Zentralorgan der Social Democratic Federation (SDF), der ersten sozialistischen Partei in Großbritannien, beziehungsweise ihrer Nachfolger. Sie erschien von 1884 bis 1925.

## Geschichte
Die Justice erschien als Wochenzeitung und trug als Zentralorgan der SDF den Untertitel „Organ of the Social Democracy“. Sie hatte über die Jahre ihres Erscheinens einen wechselnden Umfang von vier bis zwölf Seiten, die meisten Ausgaben verfügen über acht Seiten. 

Redakteure der Zeitung waren vor allem bekannte Mitglieder und Funktionsträger der SDF. Der erste Chefredakteur war C. L. Fitzgerald. Es folgten ihm der SDF-Vorsitzende Henry Hyndman, der das Blatt auf seine umstrittene Linie brachte. Andere waren Ernest Belfort Bax, der schon unter Hyndman zahlreiche Artikel verfasste, Henry Hyde Champion, Harry Quelch und Henry W. Lee als letzter Chefredakteur. Vor allem Hyndman dominierte das Blatt über Jahre. In fast jeder Ausgabe veröffentlichte er Kolumnen, die mit einem größeren Zeilenabstand als andere Artikel veröffentlicht wurden. Hyndmans runde Geburtstage wurden in der Zeitung groß angekündigt und der Tod seiner ersten Frau, die wenig politische Bedeutung hatte, wurde auf mehreren Seiten behandelt. 

Recht populär war die über Jahrzehnte in jeder Ausgabe erschienene Kolumne Topical Tattle, in der ein Autor unter dem Pseudonym Tattler das politische und gesellschaftliche Geschehen unterhaltsam zusammenfasste und kommentierte. Im Vergleich mit anderen Blättern der britischen Arbeiterbewegung hatte die Justice einen sehr hohen Anteil an Artikeln über Themen der Außenpolitik.
Im Zuge des Ersten Weltkrieges spaltete sich auch die Justice. Das Blatt wandte sich von der SDF-Nachfolgeorganisation British Socialist Party ab und wurde zum Zentralorgan der National Socialist Party. 1925 wurde die Wochenzeitung in Social Democrat umbenannt und erschien als Monatsschrift bis 1933.